# エベン・エゼル
エベン・エゼル（ヘブライ語: אבן העזר）あるいはエベネゼルは、イスラエル人とペリシテ人の戦場として旧約聖書の『サムエル記』に記述される地名である。シロから歩いて1日以内、アペクの近く、ミツパの近く、「ベテ・ホロンの道」の西の入り口の近くにあるとされているが、正確な位置は不明である。現在のベイト・イクサ（Beit Iksa）又はデイル・アバン（Dayr Aban）にあたると推測されている。

## 聖書の記述
エベン・エゼルという地名は、サムエル記の2つの話に現れる。
- 1つ目の話（サムエル記上 4:1-11）には、イスラエル人は神による勝利を願うために契約の箱を戦場であるエベン・エゼルに持ってきたが、ペリシテ人に敗れ、契約の箱はペリシテ人に奪われ、数か月経つまで返されなかったとある[1]。
- 2つ目の話（サムエル記上 7:2-14）には、サムエルが神に生贄を捧げたあと、イスラエル人はペリシテ人を負かした。サムエルは、その記念に石を置き、それをエベン・エゼル（助けの石）と名付けたとある。エベン・エゼルという地名の由来はこの話による。また、この記念の石は、聖歌の『命の泉に』の歌詞の中で言及される[2]。

## 現在の位置
聖書では2回目の戦いの場所は明確にされていないが、イスラエルの考古学者および歴史家の間では、エベン・エゼルは現在のKafr Qasim の近く、アンティパトロス（古代の都市アペク）の近くにあったとされる。他には、「Isbeth Sartah」または「Izbet Zartta」と呼ばれる遺跡であるという説もある。